# Imperator (Rome)
Imperator was een eretitel die verleend werd door de legionairs die hun aanvoerder, die een imperium bezat, na een overwinning in een veldslag of tijdens diens triomftocht konden uitroepen (salutatio of acclamatio) tot imperator. Daarop werd deze veldheer gedurende de rest van zijn leven aangesproken als imperator (zowel in private als publieke aangelegenheden, cf. Engelse Sir).
De princeps Gaius Iulius Caesar Augustus, die meermaals werd uitgeroepen tot imperator, zou de titel van imperator overnemen als praenomen, waardoor hij voortaan Imperator Caesar Divi filii Augustus werd genoemd. Zijn opvolgers in het principaat zouden hem hierin volgen en ook imperator als praenomen aannemen (vandaar ook onder andere de Engelse term emperor voor keizer).

## Referentie
- A. Berger, art. imperator, in A. Berger, Encyclopedic Dictionary of Roman Law, Philadelphia, 1953, p. 493.

## Verder lezen
- R. Combès, Imperator: Recherches sur l’emploi et la signification du titre d’Imperator dans la Rome républicaine, Parijs, 1966.
- D. McFayden, The History of the Title Imperator Under the Roman Empire, Chicago, 1920.
- P. Rivero, Imperator Populi Romani: una aproximación al poder republicano, Zaragoza, 2006. ISBN 8478208852